# Archytas dux
Archytas dux är en tvåvingeart som beskrevs av Charles Howard Curran 1928. Archytas dux ingår i släktet Archytas och familjen parasitflugor.
Artens utbredningsområde är Ecuador. Inga underarter finns listade i Catalogue of Life.